# Landsköldpaddor
Landsköldpaddor (familjen Testudinidae) är oftast mindre än sina havslevande släktingar men det finns även stora arter, som galapagossköldpaddorna och aldabrasköldpaddan. En landsköldpadda som är populär att ha som husdjur är rysk stäppsköldpadda. Vissa landsköldpaddor kan leva i mer än 190 år. Precis som havssköldpaddor lägger de ägg i sandgropar på stränder. För att skydda äggen mot predatorer täcks groparna sedan över med sand, vilket också skyddar mot kraftiga temperatursvängningar och uttorkning. Därefter slutar omsorgen för avkomman: när äggen kläckts får ungarna genast klara sig själva.

## Släkten och ett urval arter
- Agrionemys
  - Rysk stäppsköldpadda
- Aldabrachelys
  - Aldabrasköldpadda
- Astrochelys
  - Strålsköldpadda
- Centrochelys
- Chelonoidis
  - Galapagossköldpaddor
- Chersina
- Geochelone (Äkta landsköldpaddor)
- Gopherus
- Homopus
- Indotestudo
- Kinixys
- Malacochersus
- Manouria
- Psammobates
- Pyxis
- Stigmochelys
  - Leopardsköldpadda
- Testudo
  - Egyptisk landsköldpadda
  - Grekisk landsköldpadda
  - Morisk landsköldpadda
  - Svart landsköldpadda